# Leptocera fontinalis
Leptocera fontinalis är en tvåvingeart som först beskrevs av Fallen 1826.  Leptocera fontinalis ingår i släktet Leptocera och familjen hoppflugor. Arten är reproducerande i Sverige. Inga underarter finns listade i Catalogue of Life.